# Frank Dressler-Lehnhof
Frank Dressler-Lehnhof (* 30. September 1976 in Landstuhl) ist ein ehemaliger deutscher Radrennfahrer.

## Leben
Frank Dressler-Lehnhof begann seine Karriere 2003 bei dem deutschen Radsportteam Comnet-Senges. Seit 2006 fuhr er für das Luxemburger Continental Team Differdange. In seiner ersten Saison dort wurde er Sechster beim Grand Prix Möbel Alvisse. Anfang 2007 wurde er bei der La Amissa Bongo Tropicale einmal Etappendritter und am Ende Vierter in der Gesamtwertung. Bis 2012 war er Profi.
Dressler ist Inhaber eines Radladens in Weselberg.

## Erfolge
- 2010 Grand Prix de Pont-à-Marcq

## Teams
- 2003 ComNet-Senges
- 2004 ComNet-Senges
- 2005 ComNet-Senges
- 2006 Continental Differdange
- 2007 Continental Differdange
- 2008 Mitsubishi-Jartazi
- 2009 Continental Differdange
- 2010 Continental Differdange
- 2011 Differdange-Magic-SportFood.de
- 2012 Differdange-Magic-SportFood.de
- 2013 Differdange-Losch (bis 4.7.)
- 2014 Radclub Pfälzerwald